# Modelo de bosones interactivos
| Física nuclear • Núcleo • Nucleones (p, n) • Materia nuclear • Fuerza nuclear • Estructura nuclear • Procesos nucleares |

El modelo de bosones interactivos  (IBM, por las siglas de su nombre en inglés: Interacting Boson Model) es un modelo nuclear en el que los nucleones (protones o neutrones) se emparejan, esencialmente actuando como una única partícula con propiedades bosónicas, con espín entero de valor 2 (bosón d) o valor 0 (bosón s). Corresponden a un quintuplete y un singlete, es decir, poseen seis posibles estados.
A veces se la conoce como modelo de aproximación del bosón interactivo (IBA; Interacting Boson Approximation).: 7 

## Fundamentación

Regiones de núcleos de diferentes formas, según lo predicho por la aproximación de bosones interactivos

El modelo se puede utilizar para predecir modos de vibración y rotación de núcleos no esféricos.
El modelo IBM1/IBM-I trata ambos tipos de nucleones por igual, y considera solo pares de nucleones acoplados al momento angular total 0 y 2, llamados respectivamente, bosones s y d.
El modelo IBM2/IBM-II trata los protones y los neutrones por separado.
Ambos modelos se limitan a núcleos con números pares de protones y neutrones.: 9 

## Historia
Este modelo fue ideado por Akito Arima y Francesco Iachello en 1974.: 6  mientras trabajaban en el Kernfysisch Versneller Instituut (KVI) en Groninga, Países Bajos. El KVI ahora es propiedad del Centro Médico Universitario de Groninga (https://umcgresearch.org/).

## Lectura adicional
- Evolución de formas en núcleos pares utilizando el modelo estándar de bosones interactivos

- Datos: Q1665844